# Ntdetect.com

Ntdetect.com-Statusmeldung eines startenden Windows NT 3.1

ntdetect.com ist ein Bestandteil der Windows-NT-basierten Betriebssysteme, der beim Systemstart zur Hardwareerkennung verwendet wird.
ntdetect.com wird vom NT-Loader nach dem Auslesen der boot.ini geladen. Sie liest die gesamte Hardware des Systems aus, wie Prozessoren, Festplatten, Eingabegeräte, u. a., und gibt diese Informationen an NTLDR weiter. Ist das System zudem nicht ACPI-kompatibel, werden auch die Ressourcenadressen der Geräte ausgelesen und an das System weitergegeben. Falls Hardwareprofile eingerichtet sind, werden zusätzlich die Informationen der Hardwareprofile ausgewertet.
Die von ntdetect.com gesammelten Informationen werden zu einem späteren Zeitpunkt des Startvorgangs in die Windows-Registerung im Schlüssel HKEY_LOCAL_MACHINE\HARDWARE\DESCRIPTION geschrieben.
Falls ntdetect.com aus einem unbekannten Grund fehlschlägt und das System deswegen nicht gestartet werden kann, bietet Microsoft eine kostenlose Debug-Version an, die detaillierte Informationen zur Hardwareerkennung ausgibt.